# Volatilidad relativa
La volatilidad relativa es una medida que compara las presiones de vapor de los componentes en una mezcla líquida de productos químicos. Esta cantidad se usa ampliamente en el diseño de grandes procesos de destilación industrial. En efecto, indica la facilidad o dificultad de usar la destilación para separar los componentes más volátiles de los componentes menos volátiles en una mezcla. Por convención, la volatilidad relativa suele denotarse como {\displaystyle \alpha }.
Las volatilidades relativas se utilizan en el diseño de todos los tipos de procesos de destilación, así como otros procesos de separación o absorción que involucran el contacto de las fases de vapor y líquido en una serie de etapas de equilibrio.
Las volatilidades relativas no se utilizan en procesos de separación o absorción que involucran a componentes que reaccionan entre sí (por ejemplo, la absorción de dióxido de carbono gaseoso en soluciones acuosas de hidróxido de sodio).

## Definición
Para una mezcla líquida de dos componentes (llamada mezcla binaria) a una temperatura y presión dadas, la volatilidad relativa se define como
{\displaystyle \alpha ={\frac {(y_{i}/x_{i})}{(y_{j}/x_{j})}}=K_{i}/K_{j}}
| Dónde:                  | |
| {\displaystyle \alpha } | = la volatilidad relativa del componente más volátil {\displaystyle i}al componente menos volátil {\displaystyle j} |
| {\displaystyle y_{i}}   | = la concentración de equilibrio líquido-vapor del componente {\displaystyle i}en la fase de vapor.                 |
| {\displaystyle x_{i}}   | = la concentración de equilibrio líquido-vapor del componente {\displaystyle i}en la fase líquida.                  |
| {\displaystyle y_{j}}   | = la concentración de equilibrio líquido-vapor del componente {\displaystyle j}en la fase de vapor.                 |
| {\displaystyle x_{j}}   | = la concentración de equilibrio líquido-vapor del componente {\displaystyle j}en la fase líquida.                  |
| {\displaystyle (y/x)}   | = Constante de la ley de Henry (también llamada valor K o relación de distribución vapor-líquido) de un componente  |

Cuando sus concentraciones de líquidos son iguales, los componentes más volátiles tienen mayores presiones de vapor que los componentes menos volátiles. Por lo tanto, un valor {\displaystyle K}K (= {\displaystyle y/x}) para un componente más volátil es mayor que un valor {\displaystyle K} para un componente menos volátil. Eso significa que{\displaystyle \alpha } ≥ 1 ya que el valor {\displaystyle K} mayor del componente más volátil está en el numerador y el {\displaystyle K}menor del componente menos volátil está en el denominador.
{\displaystyle \alpha } es una cantidad sin unidades. Cuando las volatilidades de ambos componentes clave son iguales, {\displaystyle \alpha } = 1 y la separación de los dos por destilación sería imposible en las condiciones dadas porque las composiciones del líquido y la fase de vapor son las mismas (azeótropo). A medida que el valor de {\displaystyle \alpha }aumenta por encima de 1, la separación por destilación se vuelve cada vez más fácil.

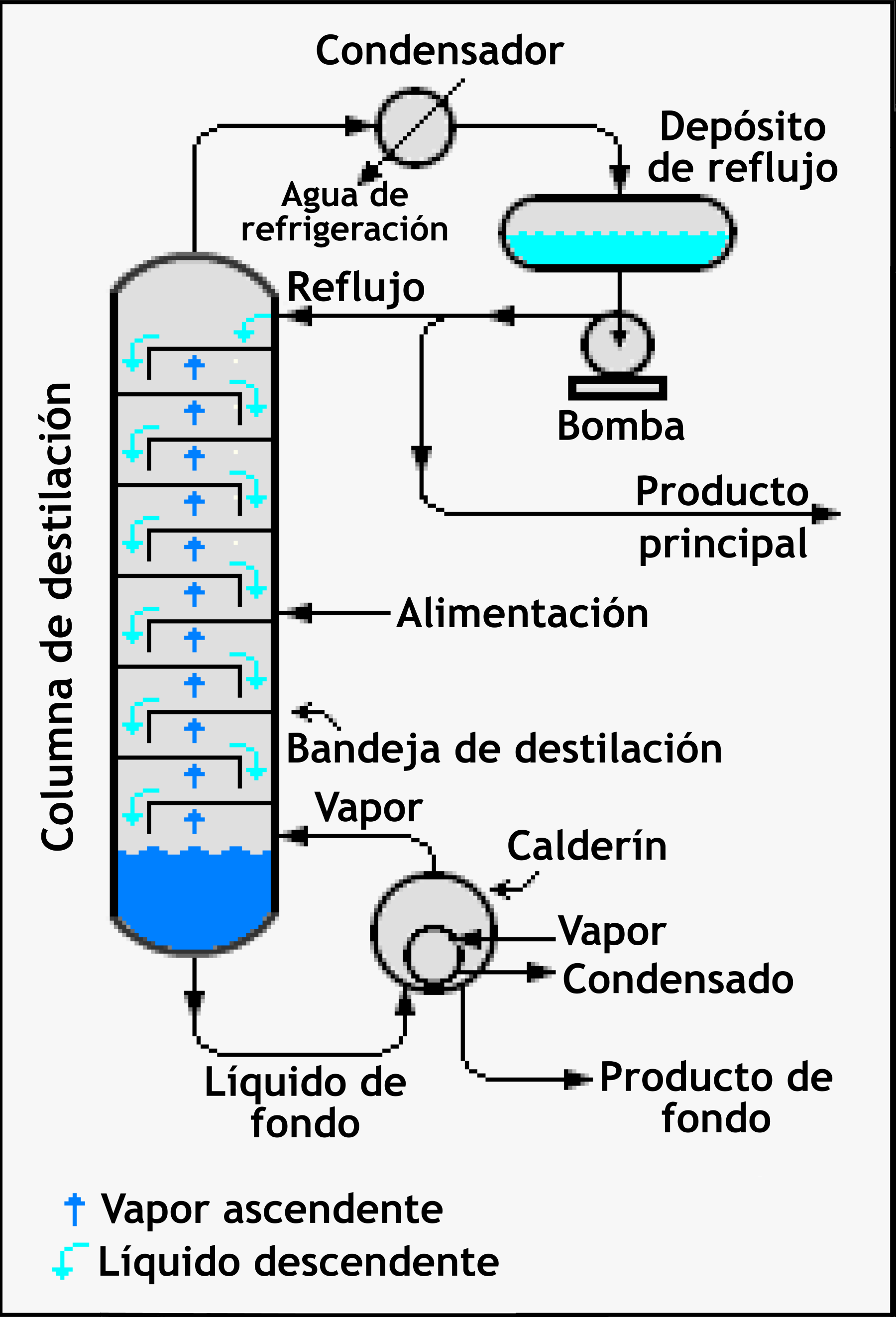
Diagrama esquemático de una columna de destilación industrial a gran escala típica

Una mezcla líquida que contiene dos componentes se llama una mezcla binaria. Cuando se destila una mezcla binaria, rara vez se logra la separación completa de los dos componentes. Típicamente, la fracción de sobrecarga de la columna de destilación consiste predominantemente en el componente más volátil y una pequeña cantidad del componente menos volátil y la fracción de fondos consiste predominantemente en el componente menos volátil y una pequeña cantidad del componente más volátil.
Una mezcla líquida que contiene muchos componentes se denomina mezcla multicomponente. Cuando se destila una mezcla de varios componentes, la fracción de cabeza y la fracción de fondo típicamente contienen mucho más que uno o dos componentes. Por ejemplo, algunos productos intermedios en una refinería de petróleo son mezclas líquidas de varios componentes que pueden contener los hidrocarburos de alcanos, alquenos y alquinos que van desde el metano que tiene un átomo de carbono hasta los decanos que tienen diez átomos de carbono. Para destilar una mezcla de este tipo, la columna de destilación puede diseñarse (por ejemplo) para producir:
- Una fracción de cabeza que contiene predominantemente los componentes más volátiles que van desde el metano (que tiene un átomo de carbono) al propano (que tiene tres átomos de carbono)
- Una fracción de fondo que contiene predominantemente los componentes menos volátiles que van desde el isobutano (que tiene cuatro átomos de carbono) hasta los decanos (diez átomos de carbono).

Una columna de destilación de este tipo suele denominarse despropanizador. El diseñador designaría los componentes clave que gobiernan el diseño de separación para que sea propano como la llamada light key (LK) e isobutano como la llamada heavy key (HK). En ese contexto, un componente más ligero significa un componente con un punto de ebullición más bajo (o una presión de vapor más alta) y un componente más pesado significa un componente con un punto de ebullición más alto (o una presión de vapor más baja).
Por lo tanto, para la destilación de cualquier mezcla de varios componentes, la volatilidad relativa a menudo se define como
{\displaystyle \alpha ={\frac {(y_{LK}/x_{LK})}{(y_{HK}/x_{HK})}}=K_{LK}/K_{HK}}
La destilación industrial a gran escala rara vez se realiza si la volatilidad relativa es inferior a 1,05.
Los valores de {\displaystyle K}se han correlacionado de forma empírica o teórica en términos de temperatura, presión y composiciones de fase en forma de ecuaciones, tablas o gráficos, como los conocidos gráficos de DePriester.
Los valores de {\displaystyle K}se utilizan ampliamente en el diseño de columnas de destilación a gran escala para destilar mezclas de múltiples componentes en refinerías de petróleo, plantas petroquímicas y químicas, plantas de procesamiento de gas natural y otras industrias.